# Hormusjee Naorojee Mody

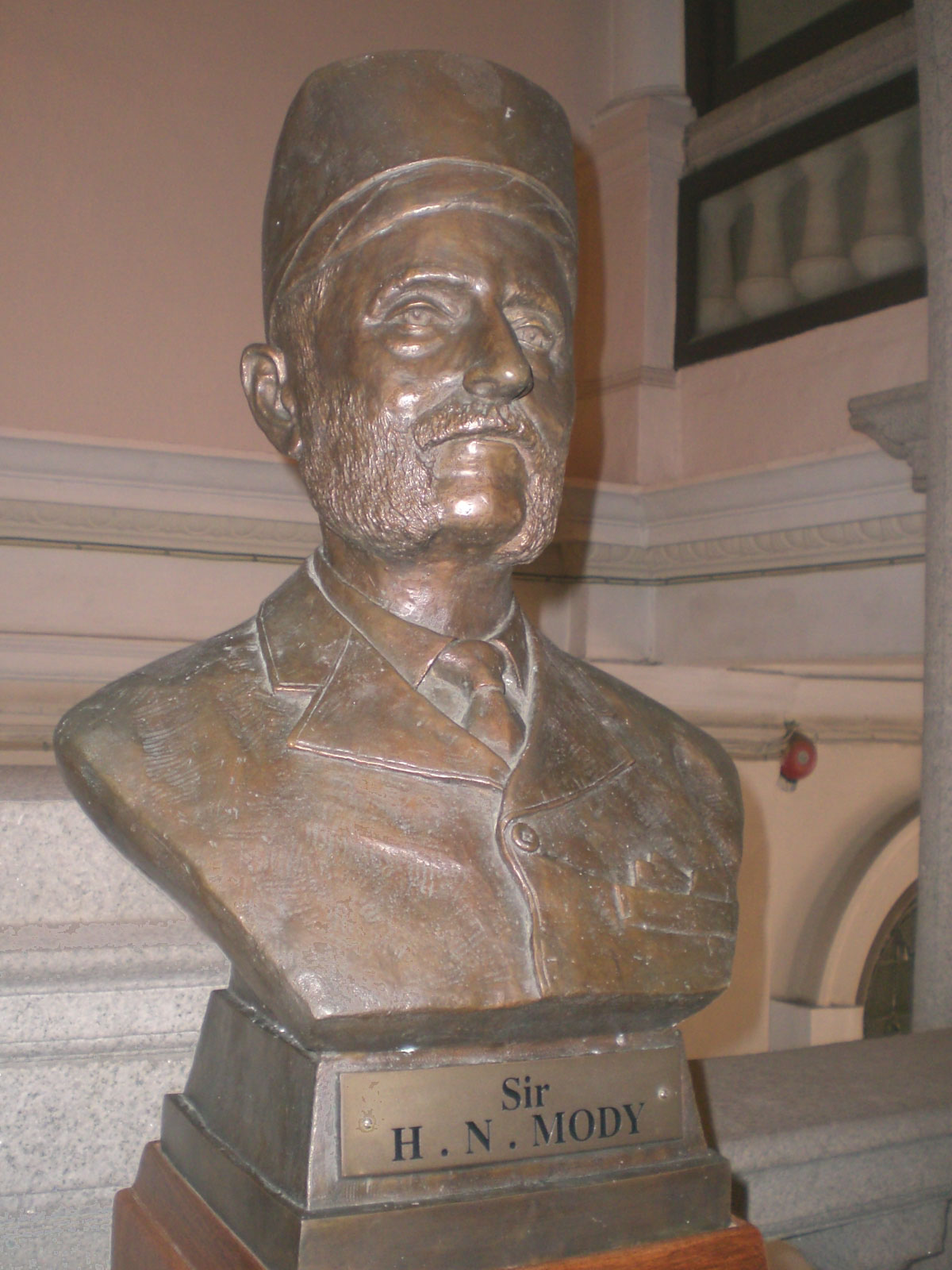
Buste de Mody à l'université de Hong Kong.

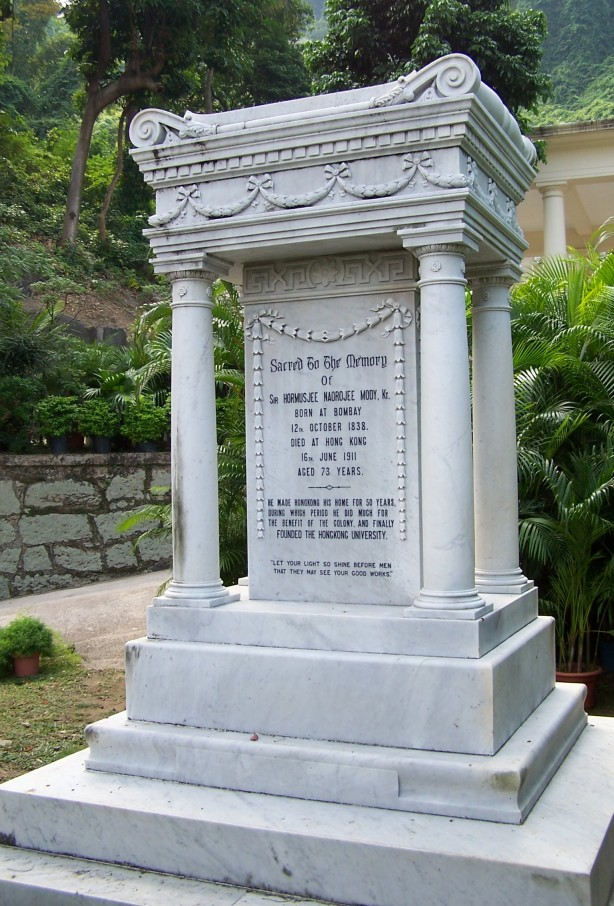
Tombe de Hormusjee Mody.

Hormusjee Naorojee Mody (麼地, 12 octobre 1838 - 16 juin 1911) est un homme d'affaires indien parsi ayant vécu à Hong Kong la majeure partie de sa vie et dont il a beaucoup contribué au développement. Il est également un jockey à succès dans le Jockey Club de Hong Kong.
À la fin de sa vie, il participe grandement à la fondation de l'université de Hong Kong.

## Biographie
Né à Bombay, il émigre à Hong Kong en 1858 où se trouve à l'époque une importante communauté de marchands parsis, dont font partie Dorabjee Naorojee Mithaiwala (en) qui fonde la Star Ferry et Jehangir Hormusjee Ruttonjee (en) qui aide à établir le sanatorium Ruttonjee de Hong Kong.
Mody arrive à Hong Kong avec l'aide de son oncle Jehangirjee Buxey. Il passe ses premiers temps dans la colonie en tant que commissaire-priseur d'opium, activité alors légale et respectable.
Après avoir travaillé pour la banque d'Hindoustan, Chine et Japon, puis plus tard pour la Buxey & Company, Mody s'associe à un autre immigrant indien, Paul Chater, pour fonder la société de courtage Chater & Mody qui connaît un grand succès dans le secteur immobilier et foncier. Mody perçoit le potentiel d'acheter et de développer des terres à Kowloon après sa  cession aux Britanniques en 1860. Les deux associés participent également au grand programme Praya (en) de 1887.
Mody contribue à la fondation de l'université de Hong Kong, du Jockey Club de Hong Kong et du club de cricket de Kowloon.
Il meurt à son domicile dit Buxey Lodge à Conduit Road (en) en 1911 et est enterré dans le cimetière parsi de Hong Kong à Happy Valley.

## Famille
Hormusjee Mody et son épouse Maneckbai ont cinq enfants, 4 garçons et une fille.
- Sirinbai Mody, qui se marie avec Nusseranji Dady et ont un fils appelé Hormusjee.
- Merwanjee Mody (1858-1910)
- Naoroz Hormusjee Naoroji Mody (1875-1944)
- Jehangirjee Hormusjee Mody (1876-1949)
- Dinshawjee Hormusjee Mody (1882-1920)

## Contribution à la fondation de l'université de Hong Kong
Mody est un ami du gouverneur de Hong Kong Frederick Lugard et de sa femme Flora Shaw qui souhaitent fonder une université à Hong Kong. Mody fait don pour cela de 150 000 $, à condition que cela soit accompagné de dons provenant d'autres sources. Son don, qui augmente pour finalement atteindre 285 000 $, est une partie très importante de la dotation totale pour la création de l'institution.
Lors de la cérémonie de fondation le 16 mars 1910, Mody explique ses raisons de contribuer à la création de l'université :

« Du temps où j'étais jeune homme, les avantages de l'éducation n'étaient malheureusement pas à ma portée, et je dois aujourd'hui, à mon âge avancé, m'avouer « non érudit ». Tout au long de ma longue vie, j'ai réalisé chaque jour tout ce que j'avais manqué faute d'une solide éducation, et c'est avec l'idée de fournir dans une certaine mesure aux autres ce qui m'avait été refusé à moi-même que j'ai décidé de proposer d'ériger à mes frais un bâtiment qui devra mettre à leur portée ces avantages éducatifs qui m'ont tant manqué,. »

## Distinctions
- Fait chevalier le 16 mars 1910 juste après son discours de la cérémonie de fondation de l'université de Hong Kong. Il est annoncé : « Sa Majesté est heureuse d'approuver que M. Mody soit nommé Knight Bachelor. Les lettres patentes seront délivrées en temps voulu. Je suis d'accord avec votre proposition d'annoncer cette honneur lors de la pose de la première pierre de l'université. Une annonce simultanée sera faite au Royaume-Uni[6] ».
- Légion d'honneur accordée par le gouvernement français[9].
- Surnommé le « Napoléon du Rialto » pour avoir dirigé de nombreuses entreprises[9].
- Gagnant de 11 Hong Kong Derby (en) et de 1 Shanghai Derby. Il court sous le nom de « Mr. Buxey » et ses couleurs sont les « rayures bleues et blanches[4],[10] ».

## Postérité
Plusieurs endroits à Hong Kong portent son nom dont Mody Road (en) à Tsim Sha Tsui.
Un buste en bronze de Hormusjee N. Mody est présenté par les fiduciaires incorporés des fonds de bienfaisance zoroastriens de Hong Kong, Canton et Macao pour commémorer le 90e anniversaire de l'université. Il est exposé dans l'escalier principal du bâtiment principal.
Chaque année, à l'anniversaire de la fondation, la communauté parsi de Hong Kong visite l'université de Hong Kong avec des étudiants et des fonctionnaires universitaires pour se souvenir de lui. Une petite prière est dite par un prêtre parsi zoroastrien devant le buste.
Chaque année, la course à handicap (en) Mody est organisée en son honneur par le Jockey Club de Hong Kong.